# Городецкий, Ефим Наумович
Ефи́м Нау́мович Городе́цкий (16 [29] января 1907, Винница, Подольская губерния — 20 июня 1993, Москва) — советский историк и историограф, специалист по истории СССР, доктор исторических наук.

## Биография
Родился 16 января (29 января по новому стилю) 1907 года в Виннице Подольской губернии в еврейской семье.
Начал трудовую деятельность с 13 лет, в 1920—1922 годах работал подмастерьем в частных мастерских по изготовлению этикеток и папиросных гильз, затем учился в фабрично-заводском училище в Одессе, которое окончил с квалификацией «циркулярщик». В 1923—1926 годах работал на мебельной фабрике и лесопильном заводе в Виннице. В 1924 году был принят в комсомол. В 1925—1926 годах состоял членом правления окружного отделения Союза деревообделочников.
В 1926—1928 годах учился в педагогическом техникуме в Киеве, член ВКП(б)/КПСС с 1927 года. С 1928 по 1930 год учился на этнологическом факультете Московского государственного университета (бывший факультет общественных наук), затем — в аспирантуре Московского института философии, литературы и истории (1931—1933), который отделялся от МГУ, а затем в 1941 году снова был с ним слит. В 1933—1942 годах — научный сотрудник редакции «История гражданской войны в СССР». Заведующий историческим отделением (1932), и. о. заведующего кафедрой истории ВКП(б) и ленинизма (1932—1933) МИФЛИ. В 1935 году под руководством И. И. Минца защитил кандидатскую диссертацию на тему «Центральная рада».
В 1940 году был назначен доцентом кафедры истории СССР исторического факультета МГУ, с 1942 года работал в аппарате ЦК ВКП(б), одновременно преподавал в ВПШ и АОН при ЦК. В 1943 году ему была присуждена Сталинская премия за труд по истории Гражданской войны в России. Во время Великой Отечественной войны его семья была эвакуирована на Урал в Красноуфимск, в Москву вернулась в 1944 году. Городецкий стал лектором ЦК ВКП(б), получил должность заместителя заведующего отделом науки Управления пропаганды и агитации. Побывал и на фронтах войны: был старшим политруком, имел награды за оборону Москвы, Сталинграда и Кавказа; по окончании войны был награждён медалью «За доблестный труд в Великой Отечественной войне 1941—1945 гг.».
В конце 1940-х годов Ефим Городецкий был в числе советских историков, против которых выступил проректор МГУ А. Л. Сидоров в рамках кампании по борьбе с «безродным космополитизмом» — большинство из учёных были еврейскими интеллектуалами. После смерти Сталина в СССР стали восстанавливаться нормы исторической науки, и советские историки в последующее десятилетие стремились искоренить фальсификацию и искажения последних лет правления И. В. Сталина. В 1950-е годы Городецкий продолжал преподавать в МГУ.
В 1960—1989 годах работал в Институте истории (с 1968 года — Институт истории СССР), был заместителем председателя Научного совета АН СССР «История исторической науки». В 1961 году был удостоен премии имени М. В. Ломоносова за работы по истории революционной и государственной деятельности В. И. Ленина. В 1964 году защитил в Институте истории докторскую диссертацию на тему «Великая Октябрьская социалистическая революция и создание Советского государства». В последующие годы работал в области историографии Октябрьской революции. Член редколлегий ежегодника «История и историки» (1965—1987) и сборника «Исторические записки» (1970—1990).
Автор работ по истории России начала XX века, эпохе Октябрьской революции и гражданской войны, проблемам методологии, историографии, источниковедения и истории советской культуры. Участвовал в создании ряда коллективных трудов и монографий. Многие работы Е. Н. Городецкого переведены на иностранные языки.
Был женат на Полине Вениаминовне Гурович (1907—1979), тоже историке. Их дети: дочь Инна (1930—2017) — историк-международник, сыновья Александр (род. 1938) — химик, Евгений (род. 1941) — физик. Вторым браком был женат на историке Людмиле Марковне Зак (1917—2001).
Умер 20 июня 1993 года в Москве. Похоронен на Востряковском кладбище. В Институте российской истории РАН хранится личное дело Е. Н. Городецкого.

## Основные работы
- История гражданской войны в СССР. М., 1942. Т. 2 (член авторского коллектива);
- Бурджалов Э. Н., Городецкий Е. Н., Минц И. И., Яковлев Н. Н. История СССР. Часть III — Вторая половина XIX века — начало XX века. Учебное пособие для слушателей ВПШ при ЦК ВКП(б). М., 1946;
- «Из истории Московского университета. 1917—1941» (1955, редактор);
- «Свердлов. 1885—1919. Жизнь и деятельность» (1961; в соавт.);
- Рождение Советского государства. 1917—1918 гг. М., 1965 (2-е изд. 1987);
- Ленин — основоположник советской исторической науки: история советского общества в трудах В. И. Ленина. М., 1970;
- Свердлов. М., 1971 (2-е изд. 1973; 3-е изд. 1981; в соавт. с Ю. П. Шараповым; в сер. «Жизнь замечательных людей»);
- Советская историография истории Великого Октября. 1917 — середина 30-х гг. М., 1981;
- Историографические и источниковедческие проблемы Великого Октября (середина 30-х-60-е гг.). Очерки. М., 1982;
- Ленинская лаборатория исторического исследования. М.: Знание, 1984 (Новое в жизни, науке, технике. История. Вып. 7)